# Aberto de São Paulo 2009
El torneo Aberto de São Paulo 2009 es un torneo profesional de tenis. Pertenece al ATP Challenger Series 2009. Se disputó su 9.ª edición sobre superficie dura, en San Pablo, Brasil entre el 3 y el 10 de enero de 2009.

## Campeones

### Individual Masculino
- Ricardo Mello derrotó en la final a  Paul Capdeville, 6–2, 6–4

### Dobles Masculino
- Carlos Berlocq /  Leonardo Mayer  derrotaron en la final a  Mariano Hood /  Horacio Zeballos, 7–6(1), 6–3